# 계대배양
계대배양(繼代培養)은 세포증식 방법의 하나로,  5∼7일마다 주기적으로 새로운 배지에 이식시킨다. 이렇게 해서 균주를 보존하고 세포의 대를 이어가는 식으로 배양한다.

## 미생물
미생물의 계대배양은 배지 또는 동결 건조된 표본을 다시 살아나게끔 만든 뒤, 다른 배지로 도말 평판법, 도말 주입법(고체배지) 혹은 투여(액체배지)하는 과정으로 이루어진다. 일정 시간이 지나면(미생물에 따라 시간은 달라짐)가 배지를 꽉 차게 하는 것을 관찰할 수 있다.

## 동물세포

### 하는 이유
동물세포의 경우 밀도의존성에 의해 배지 내에서 일정 밀도 이상을 차지하게 되는 경우 자라지 않는다. 따라서 계대배양을 통해 밀도를 유지시켜 살기에 쾌적한 환경을 제공하고, 넘치는 세포를 다른 배지로 이동시킴으로써 총량을 증가시킬 수 있다. 만일 계대배양 하지 않을 경우 부족한 영양분으로 인해 서서히 죽어가는데, 특히 암세포의 경우 밀도의존성, 부피의존성 등이 존재하지 않기에 무제한으로 늘어나고, 계대배양하지 않으면 세포가 더 빨리 죽어간다. 

## 동물세포의 계대배양 방법

### 준비물
- 새로운 배지(동물세포의 종류에 따라 다름)
- 항생제(오염 방지용. 주로 암피실린 또는 페니실린을 희석해서 사용)
- FBS(Fetal bovine serum, 소 태아 혈청, 혈청)
- Trypsin-EDTA(Trypsin과 EDTA를 따로 사용하기도 한다.)
- Phosphate Buffered Saline(PBS)
- Dimethyl sulfoxide(DMSO)
- T플라스크[1](뚜껑에 공기가 통할 수 있게 된 구조가 있어야 함)

### 주의사항
이하 과정은 부착성 세포 기준이며 이외에도 세포의 특성에 따라 내용이 달라질 수 있다. 전체적인 구조만 참고하길 바란다. 투여량은 비율 단위로 아래에 따로 기술하였으며, 이 또한 세포의 특성에 따라 달라질 수 있다.

### 과정
1. 계대배양을 하려는 세포를 준비한다.
2. suction을 진행하여 배지를 모두 빼낸다.
3. 겉에 붙은 세포에 붙은 혈청을 떼어내기 위해 PBS를 넣는다.
4. Trypsin-EDTA를 넣고 37°C에서 잠시(약 1분) 기다린다.
5. FBS(혈청)를 넣는다.
6. 원심분리하여 상층액을 제거하고 맨 아래 세포 덩어리만 남긴다.
7. 세포 덩어리에 배지를 추가하여 피펫팅하여 임시배지를 만든다.
8. 새롭게 이동할 T플라스크에 배지, 혈청, 항생제를 넣는다.
9. 7에서 만든 임시배지를 새롭게 이동할 T 플라스크의 개수만큼 분할하여 넣는다.
10. 새로운 배지를 다시 배양기에 넣는다.

### 투여 비율
과정 순서에서 투약되는 시약의 비율을 계산하였다. 본래 T 플라스크에 담겨 있던 양을 1로 한 기준이다. 
1. x
2. x
3. 1/3
4. 1/10
5. 1/5
6. x
7. 1/3
8. (배지 1): (혈청 1/10): (항생제 1/100)
9. x
10. x

## 계대배양 이후 관찰점
미생물의 경우 배지를 관찰하면서 콜로니(군집)의 생성 정도와 크기 여부 등을 관찰하여 육안으로 보기에 밀도가 높아졌으면 다시 계대배양을 진행한다. 
동물세포의 경우 배지의 색이 변하지 않았는지 관찰한다. 동물세포 배지는 주로 붉은색으로 고정되어 있는데, 이는 페놀 레드라는 지시약이 들어 있기 때문이다. 이 지시약은 초기에는 붉은색이다가 세포 분열 등이 진행되어 세포 호흡의 양이 늘어나면서 발생하는 이산화탄소에 의해 종말점에 다다라서 노란색 계열로 바뀌어 간다. 이때 완전한 노란색으로 변하면 다시 계대배양을 진행할 때가 된 것이다.